# Папская комиссия по делам Латинской Америки
Папская комиссия по делам Латинской Америки (лат. Pontificia Commissio pro America Latina) — дикастерия Римской курии. Учреждена Папой римским Пием XII 19 апреля 1958 года, ей поручено обеспечение помощи и исследование вопросов, имеющих отношение к Церкви в Латинской Америке. Комиссия работает под эгидой Дикастерии по делам епископов.

## Роль
Согласно статье 83 апостольской конституции Римской курии, Pastor Bonus, провозглашённой папой римским Иоанном Павлом II 28 июня 1988: «функция Папской комиссии пот делам Латинской Америки должна быть доступной Партикулярным Церквям в Латинской Америке, совещанием и действием, беря острый интерес в вопросах, которые затрагивают жизнь и продвижение этих Церквей; и особенно помогать Церквям непосредственно в решении тех вопросов, или быть полезной для тех дикастерий курии, которые вовлечены из-за их компетентности.»

## Нынешняя структура
- Председатель: вакантно
- Вице-председатель: профессор Гусман Каррикуари Лекур;
  - Бывшие председатели:  кардиналы Джованни Баттиста Ре и Марк Уэлле;
  - Бывшие вице-председатели: епископ Сиприано Кальдерон Поло, архиепископ Хосе Руис Аренас;

## Список председателей Папской комиссии по делам Латинской Америки
- Марчелло Мимми (1958—1961);
- Карло Конфалоньери (1961—1967);
- Антонио Саморе (1967—1968);
- Карло Конфалоньери (1969—1973);
- Себастьяно Баджо (1973—1984);
- Бернарден Гантен (1984—1998);
- Лукас Морейра Невис, доминиканец, (1998—2000);
- Джованни Баттиста Ре (2000—2010);
- Марк Уэлле (2010—2023);
- Роберт Фрэнсис Прево (2023—2025).

## Внешние ссылки
- официальный сайт Ватикана
- Католическая иерархия
- Giga-Catholic Information